# Provincia de Ícolo e Bengo
Ícolo e Bengo es una provincia de Angola. Fue creada el 5 de septiembre de 2024 a partir de la provincia de Luanda. Su capital es Catete.

## Geografía y clima
Ícolo y Bengo limita con las provincias angoleñas de Luanda al noroeste, Bengo al norte, Cuanza Norte al este y Cuanza Sur al sur. También limita con el océano Atlántico al oeste. El límite entre Ícolo e Bengo y Luanda sigue el río Cuanza, el canal de Kikuxi y las carreteras Via Expressa Fidel Castro y EN-100.
Ícolo e Bengo está situada en las llanuras aluviales de los ríos Bengo , Cuanza y Longa. La provincia está ubicada en la ecorregión de sabanas y bosques del escarpe angoleño y alberga el parque nacional Quiçama.
Ícolo e Bengo experimentan un clima tropical con lluvias de verano. La interacción entre la fría corriente de Benguela y las cálidas aguas ecuatoriales produce niebla, lo que hace que la humedad en la zona permanezca alta durante todo el año, mientras que las precipitaciones anuales son bajas y varían entre 350 y 650 mm (14 y 26 pulgadas).

## Historia
El 14 de agosto de 2024, la Asamblea Nacional de Angola aprobó una ley para crear tres nuevas provincias, incluida la separación de las partes menos urbanizadas de la provincia de Luanda para formar la nueva provincia de Ícolo y Bengo. Esta ley entró en vigor con su publicación en el Diario Oficial de Angola el 5 de septiembre de 2024.

## Administración
Ícolo e Bengo se divide en los siete municipios de Bom Jesus, Cabiri, Cabo Ledo, Calumbo, Catete, Quiçama y Sequele. Catete se subdivide además en las comunas de Caculo Cahango, Cassoneca, Catete y Caxicane; Quiçama se subdivide en las comunidades de Demba Chio, Mumbondo, Muxima y Quixinge; y Sequele se subdivide en las comunas de Funda, Quifangondo y Sequele.
El primer gobernador de Icolo e Bengo es Auzílio de Oliveira Jacob, nombrado en diciembre de 2024.

## Economía e infraestructura
A diferencia de la economía de Luanda, que está más orientada hacia el sector servicios, se espera que la economía de Ícolo e Bengo se centre más en la agricultura y la industria.
El Aeropuerto Internacional Dr. Antonio Agostinho Neto está ubicado en Ícolo y Bengo. La carretera EN-230 y el ferrocarril de Luanda también recorren de este a oeste la parte norte de la provincia.
En el momento de su creación, Ícolo y Bengo contaban con tres hospitales: uno estaba en la capital Catete y otros dos fueron construidos recientemente en Zango y Sequele.